# Сейлор Сатурн
Сейлор Сатурн (яп. セーラーサターン сэ:ра: сата:н) — одна из основных персонажей метасерии «Сейлор Мун». Её настоящее имя — Хотару Томоэ (яп. 土萠 ほたる Томоэ Хотару). Она является школьницей, способной превращаться в одного из особых героев серии — воина в матроске.

## Профиль
В манге Хотару Томоэ появляется в 25 акте, а в аниме — в 111 серии («Святой Грааль»). Уже в следующем эпизоде она становится лучшей подругой Чибиусы. До этой встречи у неё не было друзей, из-за чего она очень переживала. Девочка училась в школе для одарённых детей, Мюген, директором которой был её отец, но отношения с одноклассниками не ладились. Их пугали её необычные силы (например, способность исцелять любые раны) и приступы, во время которых Хотару могла причинить человеку боль. Это происходило из-за того, что с 5 лет в ней существовала тёмная сущность Мистресс 9, получавшая в такие моменты власть над её телом. Наоко Такэути, создательница серии, описывает Хотару как деликатную, тихую, не по годам развитую и скрывающую свои чувства девочку.
По манге в лаборатории произошёл пожар, в которой погибла мать героини (Кэйко Томоэ), а сама Хотару получила серьёзные повреждения. Соичи Томоэ, её отец, спас ей жизнь, заключив сделку с Фараоном 90 и сделав из неё киборга (вообще, он планировал создать целую расу людей-киборгов). Он надеялся использовать силу Фараона 90, чтобы возродить её полностью. При этом официально Томоэ считались в манге погибшими в результате описанного несчастного случая, но тем не менее они существовали как живые люди. После того, как Сейлор Мун остановила Сейлор Сатурн, не дав ей уничтожить мир в конце третьей сюжетной арки, Хотару переродилась в младенца без какой-либо кибернетики в теле.
В аниме предыстория Хотару практически сходна. Во время одного из экспериментов учёного произошёл взрыв, в результате которого погибли все, кто находились в помещении, кроме Соичи, а чтобы не умерла маленькая Хотару, профессор отдал своё и её тело в услужение демону Герматоиду, и стал проводить исследования для пользы Мессии Тьмы и Фараона 90. В саму Хотару вселилась Мистресс 9. Отличие от манги в том, что у Хотару никогда не было тела киборга. Кроме того, о смерти матери не упоминается вовсе. Соичи в конце третьего сезона не погибает и заботится о Хотару до первой части событий Sailor Stars, когда Плутон забирает у него маленькую дочь. В манге же Хотару сразу после смерти отца берут на воспитание Харука Тэнно, Мичиру Кайо и Сэцуна Мэйо. Она обращается к ним как Харука-папа, Мичиру-мама и Сэцуна-мама.
Возраст Хотару в ходе серии меняется; впервые она появляется 12-летней, затем перерождается младенцем, быстро выросшим в ребёнка лет 4-5, а затем вырастает младше, чем была изначально — до 10-11 лет.
Как Сейлор Сатурн Хотару может уничтожить вселенную. Её силы пробуждаются, когда три талисмана Сейлор Урана, Нептуна и Плутона собираются вместе. Сатурн в манге говорит, что эта сила является необходимым, так как переродиться без смерти нельзя. Это она уничтожила столетия назад остатки Серебряного Тысячелетия, позволив родиться новому миру. Поначалу знание её истинных сил толкало внешних воинов на попытки убийства её непробуждённой формы. Но именно пробуждение Сатурна спасло мир от власти Фараона 90.
Хотару любит лапшу из гречневой муки, а её любимый напиток, как ни странно, кока-кола. Она не выносит молочных продуктов. В будущем девочка хочет стать медсестрой. Её хобби включает чтение и коллекционирование ламп. Её любимый предмет в школе — мировая история, а не любит она физкультуру. Её любимый цвет — фиолетовый.

## Формы
| Первое появление    |        |                                            |
| Форма               | Манга  | Аниме                                      |
| Хотару Томоэ        | Акт 24 | Серия 112                                  |
| Сейлор Сатурн       | Акт 33 | Серия 125                                  |
| Мистресс 9          | Акт 30 | Серия 123                                  |
| Принцесса Сатурн    | Акт 27 | Pretty Guardian Sailor moon Eternal part 2 |
| Супер Сейлор Сатурн | Акт 34 | Серия 168                                  |
| Третья форма воина  | Акт 42 | Pretty Guardian Sailor moon Eternal part 2 |

Как персонаж с несколькими реинкарнациями, особыми силами, трансформациями и долгим временем жизни, растянутым между эрой Серебряного Тысячелетия и 30-м веком, по ходу серии Хотару получает разные формы и псевдонимы.

### Сейлор Сатурн
В образе Сейлор Сатурн Хотару носит тёмно-фиолетовый костюм с элементами тёмно-бордового и фиолетовые сапоги. В ходе серии ей даются различные титулы, включая «воин безмолвия», «воин разрушения» и «воин гибели и рождения».
Отличительной деталью Сейлор Сатурн является коса Безмолвия, которую она носит с собой. Она может использовать её, чтобы принести разрушения миру или даже нескольким мирам. В то же время она может лечить небольшие раны даже без перевоплощения, но это сильно ослабляет её.

### Принцесса Сатурна
Во времена Серебряного Тысячелетия Сейлор Сатурн также являлась принцессой своей родной планеты. Как принцесса Сатурна носит чёрно-фиолетовое платье и является хозяйкой замка Титана, расположенном на одном из спутников Сатурна. Хотару-принцесса очень сдержанна, умна, скрытна и имеет открытое, доброе сердце.

## Разработка персонажа
В изначальных набросках Такэути рисовала Сатурн с коричневым посохом вместо косы Безмолвия. Форма также отличалась: перчатки были фиолетовыми, а не белыми, на колье оставался символ 6-конечной звезды, но не было броши на груди.
Некоторые детали анкеты Хотару были осознано выбраны Такэути. Например, её знак зодиака Козерог, соотносящийся в астрологии с планетой Сатурн. Кандзи фамилии Хотару переводятся как «земля» (яп. 土 то) и «проращивание» (яп. 萠 моэ). Первый иероглиф совпадает с первым иероглифом названия планеты в японском Досэй (яп. 土星 Звезда Земли). Её имя записывается хираганой  (яп. ほたる хотару) и поэтому его значение не определяется, но само слово значит «светлячок» и как минимум однажды используется как повод для игры слов. Светлячки в японской мифологии ассоциируются с духами мертвых.

## Обзоры и критика
Официальные опросы популярности персонажей «Сейлор Мун» различают Хотару Томоэ и Сейлор Сатурн как отдельных героев. В 1994 году из 51 позиции Сатурн стала третьей по популярности, а Хотару была четвёртой. В начале 1996 года опять из 51 позиции, Сатурн стала шестой, а Хотару — седьмой.
Окончательный дизайн Цубамэ Сандзё из «Rurouni Kenshin» был основан на облике Хотару.

## Актрисы
В оригинальной версии аниме и в фильмах Хотару Томоэ озвучивала Юко Минагути. В сериале Sailor Moon Crystal Хотару озвучивала Юкиё Фудзии.
В мюзиклах роль Хотару в разное время исполняло 9 актрис: Кэйко Такэда, Тихиро Имаи, Асами Сампэй, Мао Мита, Марио Томиока, Аями Какиути, Руриа Накамура, Юи Иидзука и Эрико Фунакоси.